# علی‌آباد (نصرت‌آباد)
علی‌آباد یا علی‌آباد چاه چمران روستایی در دهستان نصرت‌آباد بخش نصرت‌آباد شهرستان زاهدان استان سیستان و بلوچستان ایران است.

## جمعیت
بر پایه سرشماری عمومی نفوس و مسکن در سال ۱۳۹۵ جمعیت این روستا ۱۴۱ نفر (۳۸خانوار) بوده‌است.